# 大林駅 (ソウル特別市)
大林駅（テリムえき）は、大韓民国ソウル特別市九老区と永登浦区にあるソウル交通公社の駅。九老区庁の副駅名がある。

## 利用可能な鉄道路線
ソウル交通公社
 2号線 - 駅番号は233
 7号線 - 駅番号は744

## 歴史
- 1984年5月22日 - ソウル特別市地下鉄公社（当時）2号線の駅が開業。
- 2000年2月29日 - ソウル特別市都市鉄道公社（当時）7号線の駅が開業、乗換駅となる。
- 2005年1月1日 - ソウル特別市地下鉄公社がソウルメトロへ名称を変更。
- 2017年5月31日 - ソウル特別市都市鉄道公社とソウルメトロが統合され、2号線と7号線はソウル交通公社の駅となる。

## 駅構造

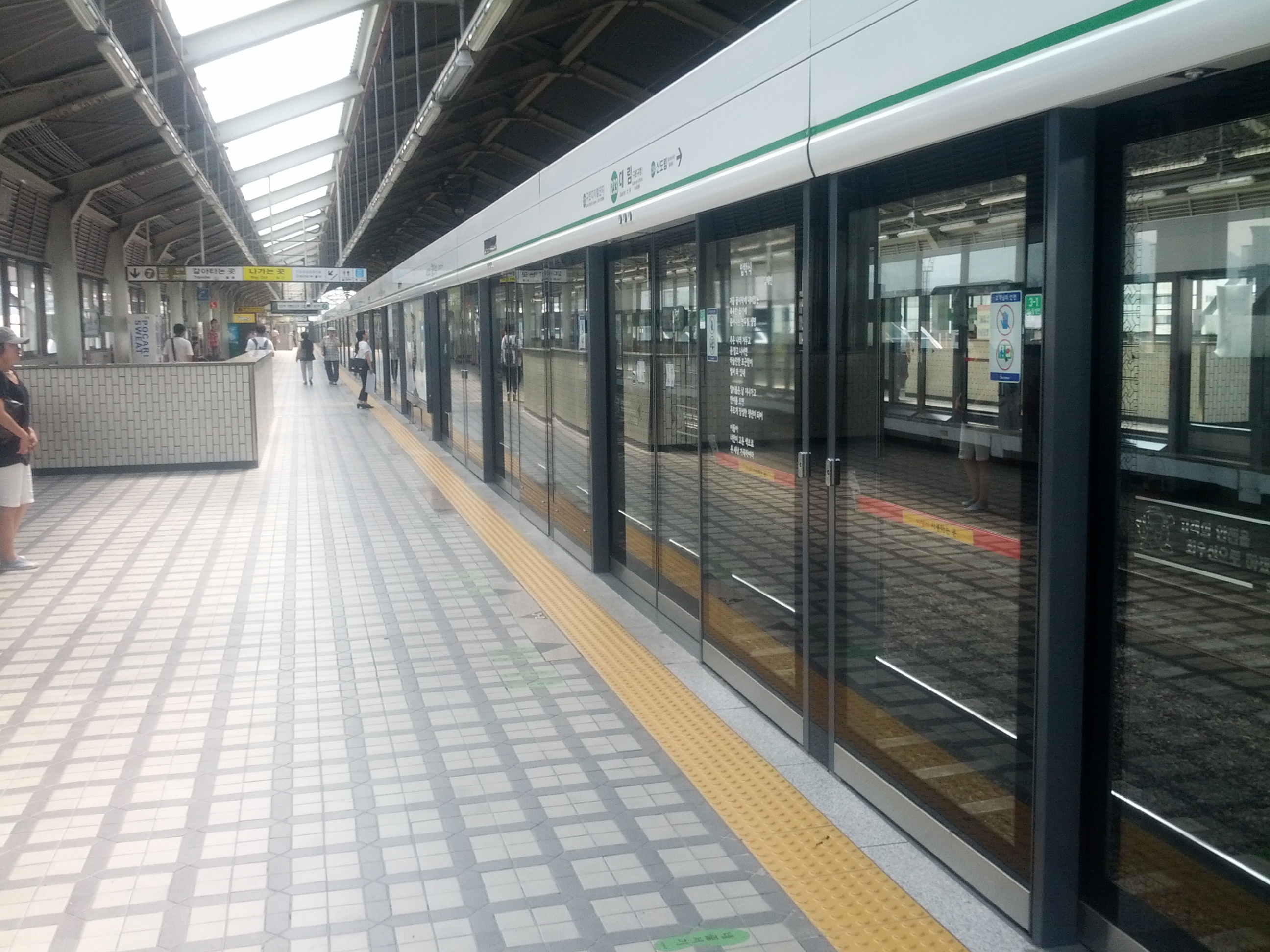
2号線ホーム

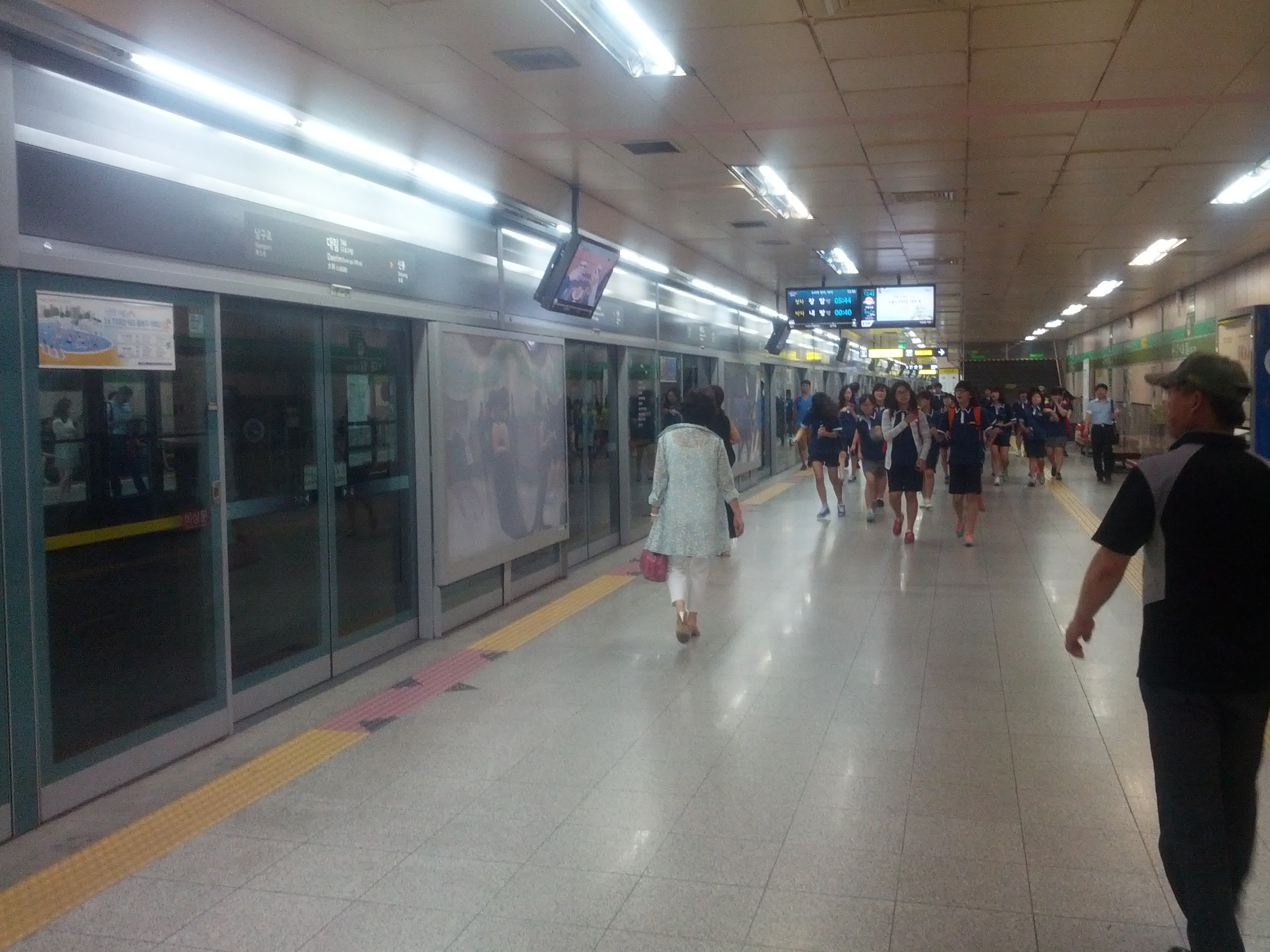
7号線ホーム

2号線のホーム階は3階である。相対式ホーム2面2線を有する道林川上に構築された高架駅で、フルスクリーンタイプのホームドアが設置されている。改札階は2階で、改札口は2ヶ所ある。改札階中程に7号線との連絡階段がある。化粧室は改札内に1ヶ所ある。
エレベーター完備。出入口は1番から8番までの計8ヶ所ある。
7号線のホーム階は地下2階である。相対式ホーム2面2線を有する地下駅で、フルスクリーンタイプのホームドアが設置されている。ホーム南九老寄りに2号線との連絡階段がある。改札階は地下1階で、改札口は1ヶ所ある。化粧室は改札外にある。
エレベータ及びエスカレータ完備。出入口は9番から12番までの計4ヶ所ある。

### のりば
案内上ののりば番号は設定されていない。 
| ホーム      | 路線        | 行先                                       |             |
| 2号線ホーム | 2号線ホーム | 2号線ホーム                                | 2号線ホーム |
| ----------- | ----------- | ------------------------------------------ | ----------- |
| 内回り      | 2号線       | 新道林・合井・新村・乙支路入口・往十里方面 |             |
| 外回り      | 2号線       | 舎堂・教大・江南・宣陵・蚕室方面           |             |
| 7号線ホーム |             |                                            |             |
| 上り        | 7号線       | 高速ターミナル・建大入口・蘆原・長岩方面   |             |
| 下り        | 7号線       | 加山デジタル団地・温水方面                 |             |

## 利用状況
近年の一日平均利用人員推移は下記のとおり。
| 路線  | 路線     | 2000年 | 2001年 | 2002年 | 2003年 | 2004年 | 2005年 | 2006年 | 2007年 | 2008年 | 2009年 | 出典  |
| ----- | -------- | ------ | ------ | ------ | ------ | ------ | ------ | ------ | ------ | ------ | ------ | ----- |
| 2号線 | 乗車人員 | 26,038 | 27,601 | 29,035 | 29,316 | 29,281 | 28,883 | 30,552 | 31,284 | 31,976 | 32,200 | [ 1 ] |
| 2号線 | 降車人員 | 25,670 | 27,193 | 28,946 | 29,624 | 29,482 | 29,244 | 30,939 | 31,769 | 32,864 | 33,014 | [ 1 ] |
| 2号線 | 乗降人員 | 51,707 | 54,794 | 57,981 | 58,940 | 58,762 | 58,127 | 61,492 | 63,053 | 64,840 | 65,214 | [ 1 ] |
| 7号線 | 乗車人員 | 4,819  | 6,509  | 7,155  | 7,371  | 7,277  | 7,236  | 7,844  | 8,086  | 8,556  | 8,483  | [ 2 ] |
| 7号線 | 降車人員 | 4,635  | 6,304  | 6,921  | 7,211  | 6,999  | 6,966  | 7,563  | 7,872  | 8,384  | 8,325  | [ 2 ] |
| 7号線 | 乗降人員 | 9,454  | 12,812 | 14,076 | 14,583 | 14,276 | 14,202 | 15,407 | 15,958 | 16,940 | 16,808 | [ 2 ] |
| 路線  | 路線     | 2010年 | 2011年 | 2012年 | 2013年 | 2014年 | 2015年 |        |        |        |        |       |
| 2号線 | 乗車人員 | 31,796 | 32,653 | 31,757 | 32,162 | 32,860 | 32,259 |        |        |        |        |       |
| 2号線 | 降車人員 | 32,487 | 33,538 | 32,607 | 33,015 | 34,000 | 33,526 |        |        |        |        |       |
| 2号線 | 乗降人員 | 64,283 | 66,191 | 64,364 | 65,177 | 66,860 | 65,784 |        |        |        |        |       |
| 7号線 | 乗車人員 | 8,956  | 9,947  | 9,837  | 10,874 | 11,377 | 11,281 |        |        |        |        |       |
| 7号線 | 降車人員 | 8,760  | 9,723  | 9,622  | 10,659 | 11,220 | 11,210 |        |        |        |        |       |
| 7号線 | 乗降人員 | 17,715 | 19,669 | 19,459 | 21,533 | 22,597 | 22,491 |        |        |        |        |       |

## 駅周辺
朝鮮族などが住む中国人街が見られる。
- 九老高等学校（朝鮮語版）
- 九老区民会館
- 九老区庁
- 九老図書館
- 九老登記所
- 九老市場
- 九老5洞住民センター
- 九老6洞郵便局
- 九老中学校（朝鮮語版）
- 国民年金公団（朝鮮語版） 九老衿川支社
- 南部道路管理事業所
- 大東中学校
- ソウル大東初等学校（朝鮮語版）
- 大林中央市場
- ソウル道新初等学校（朝鮮語版）
- 斗岩総合市場
- ソウル九老警察署
- ソウル東九老初等学校（朝鮮語版）
- ソウル交通公社 大林別館
- ソウル永西初等学校（朝鮮語版）
- 韓国エネルギー公団（朝鮮語版） ソウル支社
- 嶺南中学校（朝鮮語版）
- 永林中学校（朝鮮語版）
- 永西中学校（朝鮮語版）
- 韓国情報技術研究院

## 隣の駅
ソウル交通公社
 2号線
九老デジタル団地駅 (232) - 大林駅 (233) - 新道林駅 (234)
 7号線
新豊駅 (743) - 大林駅 (744) - 南九老駅 (745)